# モン・ロワ 愛を巡るそれぞれの理由
『モン・ロワ　愛を巡るそれぞれの理由』 (フランス語: Mon roi)は2015年のフランス映画作品。監督はマイウェン。第68回カンヌ国際映画祭コンペティション部門出品作品。セザール賞8部門にノミネートされ、主演のエマニュエル・ベルコが第68回カンヌ国際映画祭で女優賞に輝いたラブ・ストーリー。パリで運命的な再会を果たした男と女の愛情と結婚、妊娠、そしてすれ違いのドラマを官能的に描く。ヒロインと情熱的に惹かれ合う男性をヴァンサン・カッセルが演じる。

## ストーリー
弁護士トニーはスキー事故で大怪我を負い入院する。彼女はそのリハビリ中、心から愛したジョルジオとの波乱に満ちた過去を振り返る。10年前、かつて憧れていたレストラン経営者ジョルジオと再会したトニーは、激しい恋に落ち、電撃的に結婚を決めるが……

## キャスト
- エマニュエル・ベルコ - トニー
- ヴァンサン・カッセル - ジョルジオ
- ルイ・ガレル - ソラル

## 受賞
| 獎                     | 部門           | 受賞者                                        | 結果       |
| ---------------------- | -------------- | --------------------------------------------- | ---------- |
| 第68回カンヌ国際映画祭 | パルム・ドール | モン・ロワ 愛を巡るそれぞれの理由             | ノミネート |
| 第68回カンヌ国際映画祭 | 女優賞         | エマニュエル・ベルコ                          | 受賞       |
| 第21回リュミエール賞   | 監督賞         | マイウェン                                    | ノミネート |
| 第21回リュミエール賞   | 女優賞         | エマニュエル・ベルコ                          | ノミネート |
| 第21回リュミエール賞   | 撮影賞         | クレール・マトン                              | ノミネート |
| 第41回セザール賞       | 最優秀作品賞   | モン・ロワ 愛を巡るそれぞれの理由             | ノミネート |
| 第41回セザール賞       | 監督賞         | マイウェン                                    | ノミネート |
| 第41回セザール賞       | 主演女優賞     | エマニュエル・ベルコ                          | ノミネート |
| 第41回セザール賞       | 主演男優賞     | ヴァンサン・カッセル                          | ノミネート |
| 第41回セザール賞       | 助演男優賞     | ルイ・ガレル                                  | ノミネート |
| 第41回セザール賞       | 編集賞         | Simon Jacquet                                 | ノミネート |
| 第41回セザール賞       | サウンド賞     | Nicolas Provost、Agnès RavezとEmmanuel Croset | ノミネート |
| 第41回セザール賞       | 作曲賞         | スティーヴン・ウォーベック                    | ノミネート |